# Кемпчински, Крис
Кристофер Джон Кемпчински (англ. Christopher John Kempczinski; род. 26 сентября 1968, Цинциннати, Огайо) — американский бизнесмен, президент и главный исполнительный директор (CEO) корпорации McDonald’s.

## Биография
Крис Кемпчински родился в 1967 году в Цинциннати, штат Огайо. Крис является сыном Ричарда Кемпчински, который был профессором хирургии в медицинском центре Университета Цинциннати. Его матерью была Энн Мари Кемпчински, работавшая учителем начальных классов в школе Terrace Park.
Получил степень бакалавра в Duke University, а затем степень магистра в Гарвардской школе бизнеса в 1997 году.

## Карьера
Одним из его первых мест работы была компания Procter & Gamble, где он работал в отделе управления. Он проработал там четыре года, работая в подразделении по производству мыла.
В 2000 году Кемпчински присоединился к PepsiCo в отдел по корпоративной стратегии и развитию, а в 2006 году стал вице-президентом по маркетингу, негазированным напиткам, Pepsi-Cola North America Beverages.
Кемпчински работал в Kraft Foods исполнительным вице-президентом по развитию и президентом Kraft International. Он покинул Kraft в сентябре 2015 года.
В конце 2015 года Кемпчински присоединился к команде глобальной стратегии McDonald’s, а в октябре 2016 года был повышен до президента McDonald’s USA, где он управлял бизнес-операциями примерно 14 000 магазинов. Он занял пост президента и генерального директора в ноябре 2019 года, сменив Стива Истербрука.
В 2021 году Кемпчински извинился перед сотрудниками и общественностью за личные замечания, которые он сделал о гибели детей от огнестрельного оружия в McDonald’s. В переписке с мэром Чикаго он обвинил родителей жертв: «В обоих случаях родители подвели этих детей, и я знаю, что об этом нельзя говорить. Ещё труднее это исправить». Чикагские общественные организации и Международный профсоюз работников сферы услуг потребовали от Кемпчински извинений, заявив: «Ваше текстовое сообщение было невежественным, расистским и неприемлемым для кого бы то ни было, не говоря уже о генеральном директоре McDonald’s».

## Семья
Женат, двое детей. Жена — Хизер Кемпчински (девичья фамилия — Маккаслин).